# Marcelo Alonso
Marcelo Alejandro Alonso Claro (Santiago, 19 de marzo de 1969)  actor de teatro, cine y televisión y dirección de obras de teatro.

## Trayectoria
Nació el 19 de marzo de 1969 en Santiago. Hijo de Julián Alonso Pedroza y de Marcela Claro San Martín. Tiene dos hermanos; Julián y Álvaro Alonso Claro. 
Cursó sus estudios en el Colegio de los Sagrados Corazones de Alameda, luego en el Instituto Nacional General José Miguel Carrera
Es licenciado en Actuación en el Departamento de Teatro de la Facultad de Artes de la Universidad de Chile.
En 1993, debutó en televisión con la teleserie Marron Glacé de Canal 13, y se mantuvo en varias producciones, no obstante solo fueron participaciones recurrentes. 
En 2004 se integra al elenco de la teleserie vespertina Los Pincheira, y desde ese año se consolidó como un actor estable dentro de las teleseries del Área Dramática de TVN. Desde 2015 ha protagonizado las producciones La poseída, El camionero (2016) y Wena profe (2017).
En teatro ha sido parte de los elencos de “Casa de muñecas”, de Ibsen,  “Un tranvía llamado deseo,” de Tenesse Williams,  “La señorita Julia,” de Ibsen,  “Hamlet,” de William Shakespeare, “Pelo negro, boca arriba” de Rodrigo Bazaes , “Un roble” de Tim Crouch, “Encuentros breves con hombres repulsivos,” de Daniel Veronese “Estas ahi Yin?,”,de Cristian Plana, entre otras obras; como director teatral ha estado a cargo de la primera versión de “Las brutas” de Juan Radrigán y "Madame de Sade" de Yukio Mishima. “El Padre” de Florian Zeller, “La Ultima sesion de Freud” , entre otras.

## Vida personal
Marcelo Alonso mantuvo una relación con la actriz italiana Alessandra Guerzoni entre 1998 y 2003.
Posteriormente, en 2004 inició una relación con la también actriz Amparo Noguera. La pareja residía en Ñuñoa. Según la prensa rosa, la relación con Noguera habría llegado a su fin en 2024. 
El 19 de abril de 2025, su hermano Álvaro Alonso Claro ató y arrastró a un perro de raza pastor alemán a lo largo de más de 180 k/ha. en la Ruta 5 Norte, durante aproximadamente una hora, en la parte trasera de una camioneta. El Municipio de Copiapó interpuso una denuncia en su contra ante el Ministerio Público.

## Filmografía
| Año  | Título                   | Papel           | Ref.                 |
| ---- | ------------------------ | --------------- | -------------------- |
| 2007 | Secretos                 | Radomiro Topic  | Valeria Sarmiento    |
| 2008 | Tony Manero              | Rumano          | Pablo Larraín        |
| 2009 | Turistas                 | Joel            | Alicia Scherson      |
| 2010 | Post mortem              | Víctor          | Pablo Larraín        |
| 2011 | 03:34 Terremoto en Chile | Manuel          | Juan Pablo Ternicier |
| 2011 | La mujer de Iván         | Iván            | Francisca Silva      |
| 2012 | Bombal                   | Eulogio Sánchez | Marcelo Ferrari      |
| 2012 | Caleuche                 | José Borquéz    | Jorge Olguín         |
| 2014 | La danza de la realidad  | Jefe nazi       | Alejandro Jodorowsky |
| 2015 | El club                  | Padre García    | Pablo Larraín        |
| 2015 | Neruda                   | Pedro Domínguez | Pablo Larraín        |
| 2018 | Perkin                   | Careloco        | Roberto Farías       |
| 2018 | Princesita               | Miguel          | Marialy Rivas        |
| 2019 | Araña                    | Gerardo         | Andrés Wood          |
| 2020 | Vera de verdad           | Elías           | Beniamino Catena     |
| 2021 | Tengo miedo torero       | Chica del coro  | Rodrigo Sepúlveda    |
| 2022 | Blanquita                | Fiscal Herrera  | Fernando Guzzoni     |
| 2023 | Los colonos              | Marcial Vicuña  | Felipe Gálvez        |
| 2023 | El conde                 | Strigoi         | Pablo Larraín        |
| 2023 | El águila y el gusano    | Campuzano       | Guita Schyfter       |

## Televisión
| Año  | Título                   | Papel                | Ref. |
| ---- | ------------------------ | -------------------- | ---- |
| 1994 | Champaña                 | Guillermo            |      |
| 1996 | Marrón glacé, el regreso | Iván                 |      |
| 2004 | Los Pincheira            | Domingo Del Solar    |      |
| 2005 | Los Capo                 | Paolo Capo           |      |
| 2006 | Cómplices                | Gerardo Martínez     |      |
| 2007 | Corazón de María         | Boris Tapia          |      |
| 2008 | Viuda alegre             | Rodrigo Zulueta      |      |
| 2009 | Los exitosos Pells       | Esteban Núñez        |      |
| 2010 | Conde Vrolok             | Juan de Dios Verdugo |      |
| 2011 | El laberinto de Alicia   | Esteban Donoso       |      |
| 2012 | Reserva de familia       | Pedro Serrano        |      |
| 2013 | Socias                   | Federico Ibáñez      |      |
| 2014 | Vuelve temprano          | Francisco Valenzuela |      |
| 2015 | La poseída               | Raimundo Zisternas   |      |
| 2016 | El camionero             | Antonio Flores       |      |
| 2017 | Wena profe               | Javier Meza          |      |
| 2019 | 100 días para enamorarse | Diego Prieto         |      |
| 2022 | Hijos del desierto       | Cornellius Bormann   |      |

| Año       | Título                 | Papel             | Ref. |
| --------- | ---------------------- | ----------------- | ---- |
| 1997      | Las historias de Sussi | Jaime Santa María |      |
| 2011-2013 | Prófugos               | Marcos Oliva      |      |
| 2020      | La jauría              | Mario Ossandón    |      |
| 2022      | Señorita 89            | —                 |      |
| 2024      | Baby bandito           | Ruso              |      |

## Teatro

### Como actor
- Un tranvía llamado Deseo (2014)
- Aquí están (2013)
- El jardín de los cerezos (2013)
- Cara de fuego (2009)[8]
- Casa de muñecas
- Pelo negro
- Boca arriba
- Un roble
- Hamlet
- Conde vrolok

### Como director
- Cara de fuego (2009)[9]
- Las brutas
- Madame de Sade
- El padre

## Premios y nominaciones
Premios Caleuche
| Año  | Categoría                                       | Trabajo            | Resultado |
| ---- | ----------------------------------------------- | ------------------ | --------- |
| 2016 | Mejor actor protagónico en teleseries           | La poseída         | Nominado  |
| 2017 | Mejor actor protagónico en teleseries           | El camionero       | Nominado  |
| 2018 | Mejor actor protagónico en teleseries           | Wena profe         | Nominado  |
| 2022 | Mejor actor de soporte en series y/o miniseries | La jauría          | Nominado  |
| 2023 | Mejor actor de soporte en teleseries            | Hijos del desierto | Nominado  |
| 2025 | Mejor actor de soporte en series y/o miniseries | Baby Bandito       | Nominado  |

Otros premios y nominaciones
| Año  | Premio              | Categoría                           | Trabajo            | Resultado |
| ---- | ------------------- | ----------------------------------- | ------------------ | --------- |
| 2016 | Premio Pedro Sienna | Mejor actor de soporte en cine      | El club            | Nominado  |
| 2016 | Copihue de Oro      | Mejor actor popular                 | El camionero       | Nominado  |
| 2017 | Copihue de Oro      | Mejor actor popular                 | Wena profe         | Nominado  |
| 2022 | Produ Awards        | Mejor actor de soporte en teleserie | Hijos del desierto | Nominado  |